# Аділь Аушіш
Аділь Аушіш (фр. Adil Aouchiche, нар. 15 липня 2002, Ле-Блан-Меніль, Франція) — французький футболіст, півзахисник англійського «Сандерленда».

## Ігрова кар'єра

### Клубна
Аділь Аушіш народився у передмісті Парижа і є вихованцем футбольної академії столичного «Парі Сен-Жермен». 30 серпня 2019 року Аушіш вийшов у стартовому складі на гру проти «Меца» і тим самим став наймолодшим гравцем ПСЖ у стартовому складі.
У липні 2020 року Аушіш як вільний агент перейшов до «Сент-Етьєна», з яким підписав свій перший професійний контракт. Перша гра за новий клуб відбулася також 30 серпня. У сезоні 2021/22 «Сент-Етьєн» через перехідний плей-офф вибув з Ліги 1. Перед початком сезону 2022/23 Аушіш перейшов до клубу «Лор'ян», з яким підписав чотирирічний контракт.

### Збірна
Аділь аушіш народився у Франції але має алжирське коріння. З 2018 року він виступає за юнацькі збірні Франції. У 2019 році у складі збірної Франції (U-17) Аушіш взяв участь у юнацькому чемпіонаті Європи, який проходив на полях Ірландії. На турнірі футболіст забив 9 голів і став кращим бомбардиром чемпіонату. А збірна Франції дісталася півфіналу.
Восени того ж року у складі юнацької збірної Аушіш став бронзовим призером юнацького чемпіонату світу у Бразилії.

## Титули
Парі Сен-Жермен
 Чемпіон Франції: 2019/20
 Переможець Кубка Франції: 2019/20
Франція (U-17)
 Бронзовий призер юнацького чемпіонату світу: 2019
- Найкращий бомбардир юнацького чемпіонату Європи: 2019